# شاه‌ویران پائین
شاه‌ویران پائین روستایی است از توابع بخش مرکزی شهرستان بروجرد در استان لرستان. این روستا در دهستان همت‌آباد قرار دارد.

## جمعیت
بنابر سرشماری مرکز آمار ایران، جمعیت شاه ویران پائین در سال ۱۳۸۵ برابر با ۲۵۵ نفر بوده‌است که از این میان ۱۳۹ نفر مرد و بقیه زن بوده‌اند. این روستا ۵۸ خانوار دارد.